# Kombinovaná malonová a methylmalonová acidurie
Kombinovaná malonová a methylmalonová acidurie (anglicky: combined malonic and methylmalonic aciduria, CMAMMA), také kombinovaná malonová a methylmalonová acidémie, je dědičné metabolické onemocnění charakterizované zvýšenou hladinou kyseliny malonové a kyseliny methylmalonové. Hladina kyseliny methylmalonové však převyšuje hladinu kyseliny malonové. CMAMMA je nejen organická acidurie, ale také defekt mitochondriální syntézy mastných kyselin (mtFASII). Někteří vědci uvedli hypotézu, že CMAMMA by mohla být jednou z nejčastějších forem methylmalonové acidémie a možná i jednou z nejčastějších vrozených chyb metabolismu. Vzhledem k tomu, že se diagnostikuje zřídka, zůstává nejčastěji neodhalena.

## Příznaky a znaky
Klinické fenotypy CMAMMA jsou velmi heterogenní a pohybují se od asymptomatických, mírných až po závažné příznaky. Patofyziologie, která je jejich základem, není dosud objasněna. V literatuře jsou uváděny následující příznaky:
- metabolická acidóza [2] [7] [8]
- kóma [4] [3]
- hypoglykémie [4] [2] [3]
- záchvaty [4] [2] [7] [8]
- gastrointestinální onemocnění [7] [8]
- vývojové zpoždění [4] [7] [8]
- zpoždění řeči [1] [4] [6]
- neprospívání [4]
- psychiatrické onemocnění [4]
- problémy s pamětí [4]
- kognitivní pokles [4]
- encefalopatie [6]
- kardiomyopatie [2] [7] [8]
- dysmorfické rysy [7] [8]

Pokud se první příznaky objeví v dětství, jedná se spíše o intermediární metabolické poruchy, zatímco u dospělých se obvykle jedná o neurologické příznaky.

## Příčiny
CMAMMA je vrozená, autozomálně recesivní metabolická porucha, jejímž důsledkem je nedostatek mitochondriálního enzymu acyl-CoA syntetázy člena rodiny 3 (anglicky: acyl-CoA synthetase family member 3, ACSF3). Gen ACSF3 se nachází na lokusu q24.3 chromozomu 16, skládá se z 11 exonů a kóduje protein o 576 aminokyselinách. CMAMMA může být způsobena homozygotními nebo složenými heterozygotními variantami mutace v genu ACSF3. Na základě frekvence minoritních alel (MAF) lze předpokládat prevalenci CMAMMA ~ 1 : 30 000.

## Patofyziologie
ACSF3 kóduje acyl-CoA syntetázu, která je lokalizována v mitochondriích a má vysokou specifitu pro kyselinu malonovou a methylmalonovou. Jako malonyl-CoA syntetáza je zodpovědná za přeměnu kyseliny malonové na malonyl-CoA a jako methylmalonyl-CoA syntetáza za přeměnu kyseliny methylmalonové na methylmalonyl-CoA.

Schematický přehled patofyziologie CMAMMA

### Defekt mitochondriální syntézy mastných kyselin (mtFASII)
ACSF3 ve své funkci malonyl-CoA syntetázy katalyzuje přeměnu kyseliny malonové na malonyl-CoA, což je první krok mitochondriální dráhy syntézy mastných kyselin (mtFASII). MtFASII - nezaměňovat se známější syntézou mastných kyselin (FASI) v cytoplazmě - hraje důležitou roli v regulaci energetického metabolismu a v signálních procesech zprostředkovaných lipidy.
Nedostatek ACSF3 u CMAMMA vede k akumulaci kyseliny malonové a k nedostatku malonyl-CoA v mitochondriích. Zatímco kyselina malonová kompetitivně inhibuje komplex II a má cytotoxický účinek, nedostatek substrátu malonyl-CoA zase vede ke snížené malonylaci mitochondriálních proteinů, což ovlivňuje aktivitu metabolických enzymů a mění buněčný metabolismus. Potřeba malonyl-CoA však může být stále částečně uspokojována prostřednictvím enzymu mtACC1, mitochondriální izoformy acetyl-CoA karboxylázy 1 (ACC1), což vysvětluje široký klinický fenotyp CMAMMA. Nedostatek meziproduktů může pokračovat až k hlavnímu produktu mtFASII, oktanoyl-ACP, který je potřebný jako výchozí substrát pro biosyntézu kyseliny lipoové, pro sestavení komplexů oxidativní fosforylace a jako endogenní substrát pro β-oxidaci. Důležité mitochondriální multienzymové komplexy, jako jsou komplexy z energetického metabolismu, pyruvátdehydrogenázový komplex (PDHC), α-ketoglutarátdehydrogenázový komplex (α-KGDHC) a z metabolismu aminokyselin, komplex dehydrogenázy alfa-ketokyselin s rozvětveným řetězcem (BCKDHC), oxoadipát dehydrogenázový komplex (OADHC) a glycinový štěpný systém (GCS), jsou pro svou funkčnost závislé na kyselině lipoové jako kovalentním kofaktoru. V důsledku toho vede snížená lipoylace pyruvátdehydrogenázového komplexu a α-ketoglutarátdehydrogenázového komplexu ke snížení glykolytického toku, měřeného v glykolýze a glykolytické kapacitě. Aby se pravděpodobně kompenzovala energetická potřeba buňky, bylo možné zjistit zvýšenou regulaci β-oxidace mastných kyselin a sníženou koncentraci aminokyselin, které se anapleroticky zapojují do citrátového cyklu, jako jsou aspartát, glutamin, isoleucin, treonin a leucin. Souhrnně lze říci, že snížená mitochondriální respirace a glykolytický tok mají za následek zhoršenou flexibilitu mitochondrií s velkou závislostí na β-oxidaci mastných kyselin a zvýšenou spotřebu anaplerotických aminokyselin.
Nicméně navzdory vysoké energetické náročnosti nejsou nervové buňky schopny účinně využívat mastné kyseliny k produkci energie, s výjimkou gliových buněk a specializovaných neuronů v hypotalamu. Přesto existuje úzká metabolická interakce mezi gliovými buňkami v podobě astrocytů a neuronů, která udržuje funkčnost buněk. spekuluje se proto, že CMAMMA vede také k upregulaci β-oxidace v mozkových buňkách, což má za následek zvýšené riziko hypoxie a oxidačního stresu, což může dlouhodobě přispívat k neurologickým příznakům.
Kromě toho dochází také k rozsáhlým změnám v buněčných komplexních lipidech, jako jsou zvýšené hladiny bioaktivních lipidů, jako jsou sfingomyeliny a kardiolipiny, a také triacylglyceridů, které jsou navíc doprovázeny změněnou délkou řetězců mastných kyselin a přítomností lichých řetězců. Naproti tomu fosfatidylcholiny, fosfatidylglyceroly a ceramidy jsou sníženy, přičemž u posledně jmenovaných je to úměrné nárůstu sfingomyelinů. Kromě toho dochází k výrazně nižší inkorporaci malonátu do lipidů, což naznačuje, že ACSF3 je nutný pro metabolismus malonátu.

### Defekt odbourávání kyseliny methylmalonové (methylmalonová acidurie)

Úloha ACSF3 v metabolismu kyseliny methylmalonové

ACSF3 ve své funkci syntetázy methylmalonyl-CoA katalyzuje přeměnu kyseliny methylmalonové na methylmalonyl-CoA, aby mohla být odbourána prostřednictvím citrátového cyklu. 
Deficit ACSF3 u CMAMMA proto vede ke snížené degradaci a následně ke zvýšené akumulaci kyseliny methylmalonové v tělesných tekutinách a tkáních, což je také známo jako methylmalonová acidurie. Methylmalonyl-CoA se tvoří z esenciálních aminokyselin valinu, treoninu, metioninu a isoleucinu, z lichých mastných kyselin, z kyseliny propionové a z postranního řetězce cholesterolu a může být přeměněn na kyselinu methylmalonovou pomocí D-methylmalonyl-CoA hydrolázy ještě předtím, než se přes sukcinyl-CoA dostane do citrátového cyklu. 
Bakteriální fermentace ve střevech je kvantitativně významným zdrojem kyseliny propionové, která je prekurzorem kyseliny methylmalonové. Vedle toho je kyselina propionová přijímána také stravou, protože je přirozeně přítomna v některých potravinách nebo je přidávána potravinářským průmyslem jako konzervant, zejména v pečivu a mléčných výrobcích. Kromě toho vzniká kyselina methylmalonová při katabolismu thyminu.
Intracelulární esterázy jsou však také schopny štěpit methylovou skupinu (-CH3) kyseliny methylmalonové a vytvářet mateřskou molekulu kyseliny malonové.
In vitro se podařilo prokázat souvislost mezi volnou kyselinou methylmalonovou a kyselinou malonovou a neurotoxicitou.

## Diagnóza
Vzhledem k širokému spektru klinických příznaků a do značné míry proklouznutí novorozeneckými screeningovými programy se má za to, že CMAMMA je nedostatečně rozpoznaným onemocněním.

### Novorozenecké screeningové programy
Vzhledem k tomu, že CMAMMA způsobená ACSF3 nevede k hromadění methylmalonyl-CoA, malonyl-CoA nebo propionyl-CoA, ani nejsou patrné abnormality v acylkarnitinovém profilu, není CMAMMA detekována standardními programy novorozeneckého screeningu na bázi krve.
Zvláštním případem je provincie Quebec, která kromě krevního testu provádí také screening moči 21. den po porodu v rámci Quebec Neonatal Blood and Urine Screening Program, ačkoli je pravděpodobné, že ne u všech pacientů s CMAMMA se tento screening podaří odhalit.

### Rutinní a biochemické laboratoře
Výpočtem poměru kyseliny malonové a methylmalonové v plazmě lze CMAMMA jasně odlišit od klasické methylmalonové acidémie. To platí jak pro respondéry, tak pro non-respondéry na vitamin B12 při methylmalonové acidémii. Použití hodnot kyseliny malonové a methylmalonové z moči není pro výpočet tohoto poměru vhodné.
U CMAMMA způsobené ACSF3 převyšuje hladina kyseliny methylamonové hladinu kyseliny malonové. Naopak u CMAMMA způsobené nedostatkem dekarboxylázy malonyl-CoA je tomu naopak.

### Molekulárně genetické testování
Konečná diagnóza je potvrzena molekulárně genetickým vyšetřením, pokud jsou v genu ACSF3 nalezeny bialelické patogenní varianty. Existují specifické multigenové panely pro methylmalonové acidémie, ale konkrétní testované geny se mohou v jednotlivých laboratořích lišit a klinik je může přizpůsobit individuálnímu fenotypu.
Rozšířený screening nosičství (ECS) v průběhu léčby neplodnosti může rovněž identifikovat nosiče mutací v genu ACSF3.

## Výzkum
V roce 1984 byla ve vědecké studii poprvé popsána CMAMMA způsobená nedostatkem malonyl-CoA dekarboxylázy. Další studie této formy CMAMMA následovaly až do roku 1994, kdy byla objevena další forma CMAMMA s normální aktivitou malonyl-CoA dekarboxylázy. V roce 2011 genetický výzkum pomocí exomového sekvenování identifikoval gen ACSF3 jako příčinu CMAMMA s normální malonyl-CoA dekarboxylázou. Díky studii publikované v roce 2016 představil výpočet poměru kyseliny malonové a methylmalonové v plazmě novou možnost rychlé metabolické diagnostiky CMAMMA.
Quebec Neonatal Blood and Urine Screening Program činí provincii Quebec zajímavou pro výzkum CMAMMA, protože představuje jedinou kohortu pacientů na světě bez výběrového zkreslení. V letech 1975-2010 bylo takto vyšetřeno odhadem 2 695 000 novorozenců, u nichž byla zjištěna 3 CMAMMA. Na základě tohoto nižšího záchytu oproti předpokládanému záchytu podle heterozygotních frekvencí je však pravděpodobné, že ne všichni novorozenci s tímto biochemickým fenotypem byli screeningovým programem odhaleni. Studie z roku 2019 pak identifikovala až 25 pacientů s CMAMMA v provincii Quebec. Všichni až na jednoho se dostali do klinické pozornosti díky Provinčnímu programu screeningu novorozenecké moči, 20 z nich přímo a 4 po diagnóze staršího sourozence.

## Fenotypové řady
Následující onemocnění rovněž vykazují biochemicky zvýšené hladiny kyseliny malonové a methylmalonové:
- malonová acidurie[23]
- autozomálně recesivní porucha intelektuálního vývoje 69[23]